# ゲイ・パニック・ディフェンス
ゲイ・パニック・ディフェンス（英語: gay panic defense）は、おもに暴行や殺人を弁護するために行われる法的な抗弁の一種である。この抗弁をおこなう被告は、問題となる行為がホモセクシャル・パニックと呼ばれる心理状態により一時的な心神喪失にあったときのものだったと主張する。トランスジェンダーが被害者となったケースでは、こういった抗弁にトランス・パニック・ディフェンス（trans panic defence）という言葉があてられる。2014年、カリフォルニア州は殺人事件の裁判におけるトランス・パニック・ディフェンス、ゲイ・パニック・ディフェンスを正式に禁止する最初のアメリカ合衆国の州となった。この抗弁が禁じられているのはカリフォルニア州のみだが、アメリカ法曹協会は他の州でも追随するよう提唱している。

## 詳細
ゲイ・パニック・ディフェンスのもとで被告は、同性愛者による熱烈な、また性的な誘いを受けたと主張する。そしてそれがきわめて不快であり恐怖を煽るものであったが故に、異常な暴力をふるうような心理状態に陥ったのだと述べるのである。
イングランドおよびウェールズの検察局から弁護士に提供されるマニュアルには、次のようにある。「被害者が被告に対して性的に言い寄ったという事実は、被告が自然かつ無意識的に当該の行動をとったことを正当防衛とする抗弁の手段を与えるものではない」。イギリスでは20世紀後半からこの種の抗弁に「ポーツマス・ディフェンス」 あるいは「ガーズマン・ディフェンス」 の名が与えられている。
オーストラリアでは、ホモセクシュアル・アドバンス・ディフェンス（Homosexual Advance Defence; HAD）という戦術として知られている。判事のケント・ブロアは以下のように示している。
ホモセクシュアル・アドバンス・ディフェンスは、法律（legislation）のなかには見いだせないにもかかわらず、判例法（case law）においては塹壕がめぐらされ、法がその力を付与する。 [...] オーストラリアでは、挑発という抗弁をまったく保護しなかったり、暴力に頼らない同性愛的な誘いかけが抗弁の対象とされなくなった州および準州もある。2003年に初めてこの種の挑発の論理を完全に退けたのが、タスマニア州である。
タスマニア州、西オーストラリア州、ビクトリア州でも挑発の抗弁を無効としており、ニューサウスウェールズ州、オーストラリア首都特別地域、ノーザンテリトリーでは、非暴力による同性愛的な誘いかけを抗弁として除外している。2016年1月には、ゲイ・パニック・ディフェンスを無効としないオーストラリアの自治体は、クイーンズランド州および南オーストラリア州のみとなった。

## アメリカ
2014年9月27日、カリフォルニア州知事のジェリー・ブラウンが法案に署名をしたことで、同州はアメリカで最初のゲイとトランスジェンダーへのパニック・ディフェンスを禁止する州となった。

## 事例

### ニュージーランド
- 2003年、ゲイであるインテリアデザイナー・元テレビ司会者のデイビッド・マクニーが、パートタイムのセックスワーカーであったフィリップ・レイトン・エドワーズに殺害された[14]。エドワーズによれば、被害者には自分がゲイではないことは明かしており、金銭目的かつ「お触りなし」の関係であれば目の前でマスターベーションをしてもいいと伝えていた。この抗弁は審理を有利に進め、前科56犯かつ11日間の仮釈放中であったエドワーズは、「お触りなし」の取り決めを破ったマクニーに挑発されて彼を殴ったとされた。エドワーズは殺意なく殺人を犯した罪で9年の懲役となった[15][16]。
- 2009年、ハンガリー人の旅行者であった39歳のフェルディナンド・アンバッハは、69歳のロナルド・ブラウンをバンジョーで殴打し、ネックの部分で絞殺した。アンバッハははじめ謀殺（殺意ある殺人）として起訴されたが、彼の弁護士がゲイ・パニック・ディフェンスを訴えることに成功したため故殺（殺意なき殺人）に減刑された。
- 2009年11月26日、ニュージーランド議会は同国の法律から挑発の抗弁を除外する決議をおこなっている。しかしこれはどちらかというと、ソフィー・エリオットがかつての交際者に刺殺された事件の公判において、挑発の抗弁が失敗したことの結果であるとする論者もいる[17]。

### アメリカ
- 1987年、自らを「レインボー・ウォリアー」[18]と呼ぶジョゼフ・ミッチェル・パーソンズが、リチャード・リン・アーネストを殺した罪で起訴された。パーソンズはホモセクシュアルな誘いかけがあったためだと抗弁したが、公判ではその主張を裏付ける証拠をまったく提示できなかった[19]。被害者の家族と友人は法廷で、アーネストはゲイでもバイセクシュアルでもなかったと述べている[20]。また検察側の証人はパーソンズが拘置所で同性愛者的な行動をとっていたことを証言した[21]。ユタ大学の司法精神医学者によれば、パーソンズの性生活歴からいって、おそらく「彼からコンタクトをとろうとしたのであり、〔アーネストに〕断られて逆上した」可能性がある[22]。パーソンズは、1999年10月にユタ州立刑務所で致死注射により処刑された[18]。
- 1995年、ゲイ・パニック・ディフェンスを用いたきわめて特徴的な事例でもある、ミシガン州におけるジョナサン・シュミッツがスコット・アメデュアを殺害した事件の裁判が行われた。シュミッツは「ジェニー・ジョーンズ・ショー」（スタジオに招かれた視聴者に秘密のゲストが秘密を告白する番組）の収録中、アメデュアが自分に性的な好意を持っていることを知った。シュミッツは殺人を犯したことは認めつつ、アメデュアの同性愛的な告白に怒りを覚え、また辱められたと主張した。法的には、この抗弁がシュミッツを利するものはほぼ何もなかった。心神耗弱を理由に法的な挑発を持ち出す場合、即座に行動を起こしていることが条件になる。しかしシュミッツは収録から三日経つまで何の行動も起こさなかったため、法的に、パニックを理由として暴力をふるう精神障害であったことを証明することができなかった。シュミッツは第2級殺人罪が適用され、25年から最高で50年までの懲役刑の判決を受けた。
- 1998年、大学生のマシュー・シェパードが殺された事件の公判において、被告たちはこの若い男から性的な誘いを受けたために殺人に及ぶほど激昂したと述べた。しかし、バートン・フォイクト判事はこの法廷戦術を退け、「実際上、抑え難い衝動といった、一時的な錯乱として抗弁することも、心神耗弱として抗弁することもワイオミング州では認められない。それらは法で定められるところの精神障害を理由にした抗弁を構成できないからである」と述べた。シェパードを襲った犯人たちは有罪判決後にエリザベス・バーガスのインタビューで、かつて供述した顛末を撤回し、ドラッグの影響で強盗をはたらくはずが殺人になったと語った。この主張は、被告のガールフレンドによって否定されている。
- トランスジェンダーによるパニック・ディフェンスとしては、カリフォルニア州のグウェン・アロウホの殺人事件に対する2004年から2005年の裁判がある。この裁判で3人の被告は、ティーンエイジャーでトランスジェンダーでもあり被告と性行為を行ったアロウホが、男性器をもっていたことに激昂したと主張した。生物学的なアイデンテティに疑問をもった被告によりアロウホは「バスルームで男性器を露出させられ、ついに本当は男であることをはっきりさせられた」[23]。被告によれば、アロウホは自身の生物学的な性を明らかにしないという詐欺に等しい過ちをおかしており、また生物学的な性が明らかになったことで「弁護士のソーマンが表現するところでは、『根本的とさえいえるほど重大な』性の歪曲に対して暴力的な反応を起こしたのである」[23]。最初の公判では陪審団が膠着状態に陥り、二度目の公判では被告であるマイク・マジドソンとホセ・メレルは第二級殺人罪となったものの、ジェイソン・カザレスの取り扱いをめぐって再び陪審団は膠着状態となった。カザレスは後に故殺の容疑に対する不抗争の申し立てを行っている。被告の罪状にヘイト・クライムを加えるよう請願があったが、陪審団はそれを退けた[24]。
- 2010年、ミシシッピ州でリチャード・バレットを刺殺したヴィンセント・ジェームズ・マギーは、死刑相当の殺人罪として起訴された[25]。被告の主張によると、マギーはバレットに自分のパンツを下ろされ、性的な行為をするように求められたため、パニックに陥った[26]。マギーは故殺、放火、強盗の罪を認め、それぞれ懲役20年、20年、25年の計65年の有罪判決を受けた[27]。